# Österreichische Alpine Skimeisterschaften 2008
Die Österreichischen Alpinen Skimeisterschaften 2008 fanden von 27. März bis 1. April am Hauser Kaibling in Haus im Ennstal statt. Die Rennen waren zumeist international besetzt, um die Österreichische Meisterschaft fuhren jedoch nur die österreichischen Teilnehmer.

## Herren

### Abfahrt
| Platz | Name                 | Zeit        |
| ----- | -------------------- | ----------- |
| 01    | Klaus Kröll          | 1:18,63 min |
| 02    | Michael Walchhofer   | 1:19,10 min |
| 03    | Florian Scheiber     | 1:19,42 min |
| 04    | Romed Baumann        | 1:19,95 min |
| 05    | Björn Sieber         | 1:20,16 min |
| 06    | Hannes Geisler       | 1:20,18 min |
|       | Joachim Puchner      | 1:20,18 min |
| 08    | Marc Digruber        | 1:20,19 min |
| 09    | Stefan Schrittwieser | 1:20,25 min |
| 10    | Matthias Mayer       | 1:20,29 min |

Datum: 27. März 2008

Ort: Haus im Ennstal

Piste: Krummholz FIS Strecke, Hauser Kaibling

Start: 1340 m, Ziel: 740 m

Streckenlänge: 2250 m, Höhendifferenz: 600 m

Tore: 32

### Super-G
| Platz | Name                 | Zeit        |
| ----- | -------------------- | ----------- |
| 01    | Florian Scheiber     | 1:08,12 min |
|       | Rainer Schönfelder   | 1:08,12 min |
| 03    | Klaus Kröll          | 1:08,21 min |
| 04    | Stefan Schrittwieser | 1:08,39 min |
| 05    | Georg Streitberger   | 1:08,41 min |
| 06    | Peter Struger        | 1:08,56 min |
| 07    | Thomas Graggaber     | 1:08,68 min |
| 08    | Matthias Mayer       | 1:08,75 min |
| 09    | Björn Sieber         | 1:08,78 min |
| 10    | Michael Gmeiner      | 1:08,92 min |
|       | Clemens Unterdechler | 1:08,92 min |

Datum: 28. März 2008

Ort: Haus im Ennstal

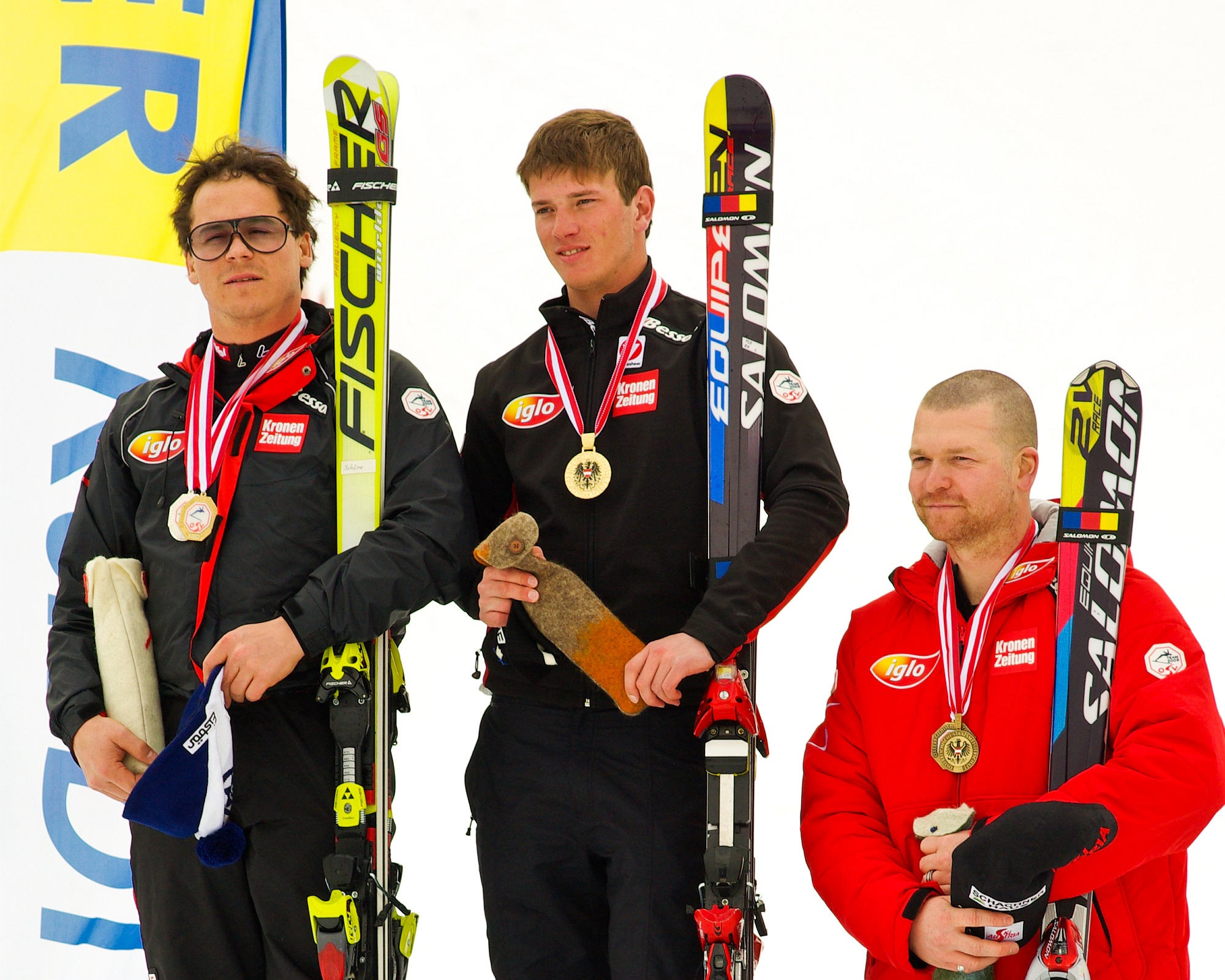
Siegerehrung Super-G: Schönfelder, Scheiber und Kröll

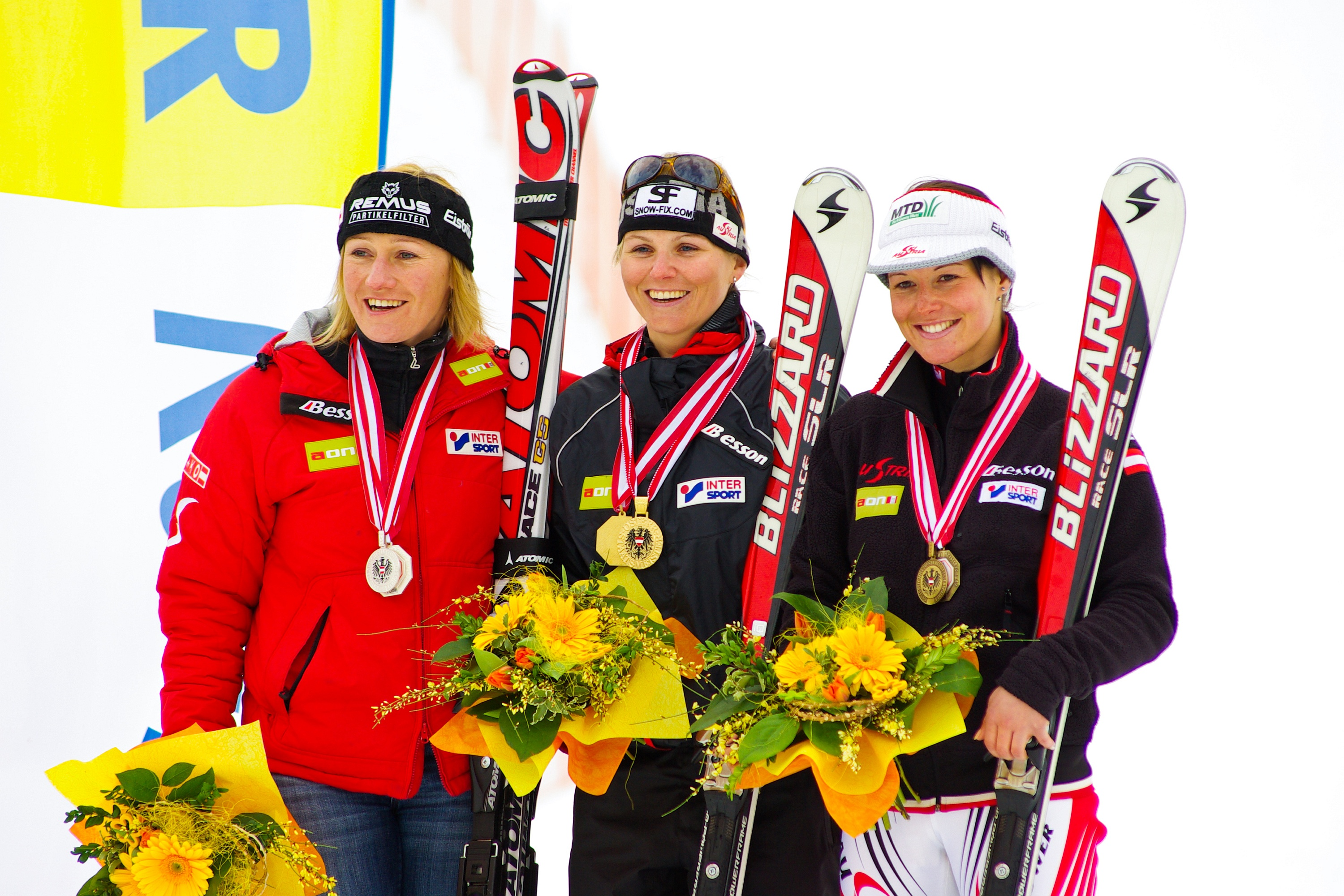
Siegerehrung Super-G: Götschl, Berger und Köhle

Piste: Krummholz FIS Strecke, Hauser Kaibling

Start: 1340 m, Ziel: 885 m

Höhendifferenz: 455 m

Tore: 33

### Riesenslalom
| Platz | Name                   | Zeit        |
| ----- | ---------------------- | ----------- |
| 01    | Romed Baumann          | 1:59,91 min |
| 02    | Hannes Reichelt        | 2:00,15 min |
| 03    | Benjamin Raich         | 2:01,17 min |
| 04    | Philipp Schörghofer    | 2:01,38 min |
| 05    | Hannes Reiter          | 2:01,43 min |
|       | Patrick Bechter        | 2:01,43 min |
| 07    | Wolfgang Hörl          | 2:01,52 min |
| 08    | Stephan Görgl          | 2:01,56 min |
| 09    | Felix Neureuther (GER) | 2:01,73 min |
| 10    | Christoph Nösig        | 2:01,81 min |

Datum: 29. März 2008

Ort: Haus im Ennstal

Piste: Krummholz FIS Strecke, Hauser Kaibling

Start: 1340 m, Ziel: 1020 m

Höhendifferenz: 320 m

Tore 1. Lauf: 40, Tore 2. Lauf: 41

### Slalom
| Platz | Name                  | Zeit        |
| ----- | --------------------- | ----------- |
| 01    | Reinfried Herbst      | 1:41,14 min |
| 02    | Marcel Hirscher       | 1:42,73 min |
| 03    | Mario Matt            | 1:42,91 min |
| 04    | Wolfgang Hörl         | 1:43,02 min |
| 05    | Martin Vráblík (CZE)  | 1:43,51 min |
| 06    | Hannes Brenner        | 1:43,94 min |
| 07    | Andreas Omminger      | 1:43,99 min |
| 08    | Kilian Albrecht (BUL) | 1:44,02 min |
| 09    | Markus Maier          | 1:45,62 min |
| 10    | Patrick Bechter       | 1:45,79 min |

Datum: 30. März 2008

Ort: Haus im Ennstal

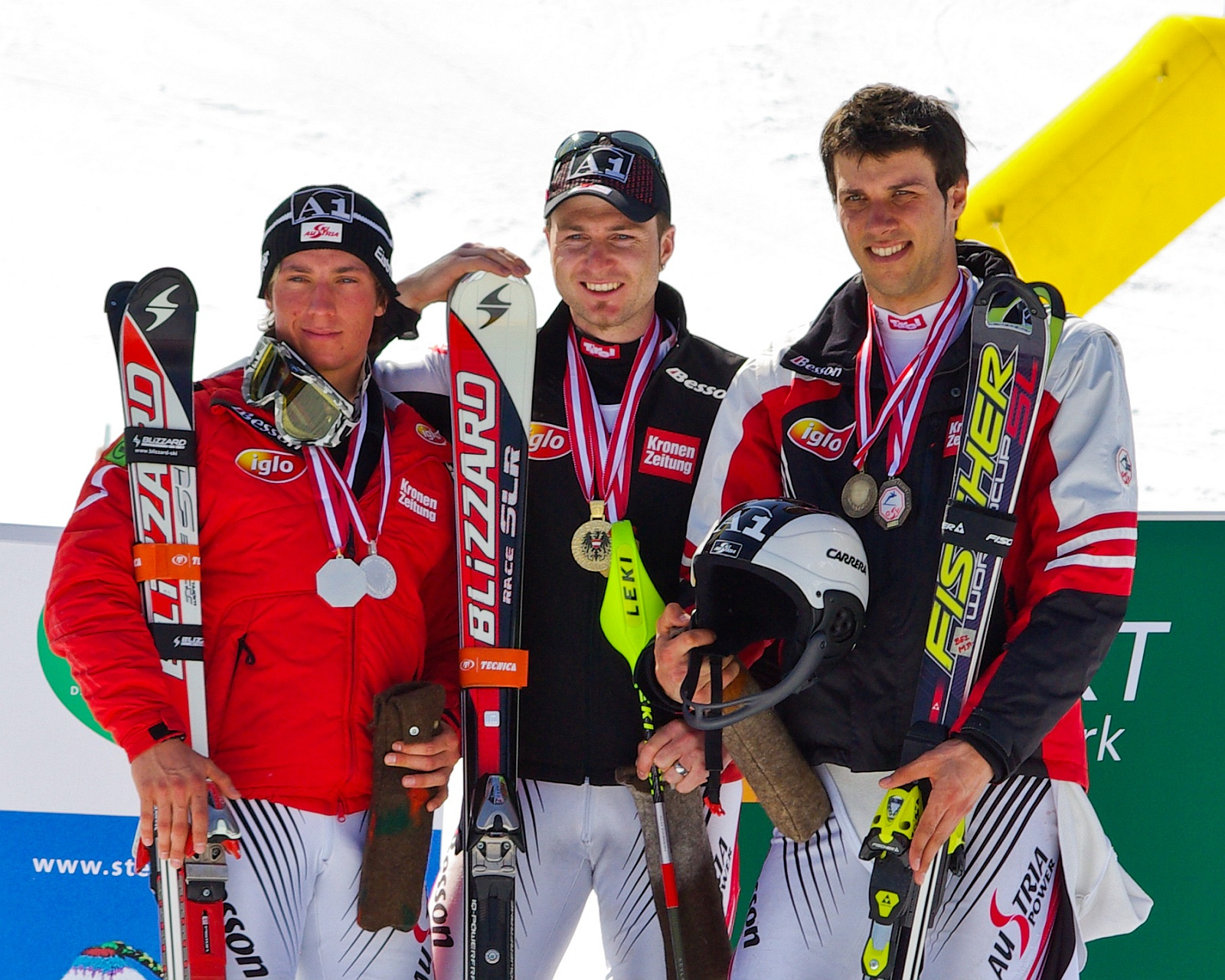
Siegerehrung Slalom: Hirscher, Herbst und Matt

Piste: Krummholz FIS Strecke, Hauser Kaibling

Start: 945 m, Ziel: 740 m

Höhendifferenz: 205 m

Tore 1. Lauf: 64, Tore 2. Lauf: 60

### Kombination

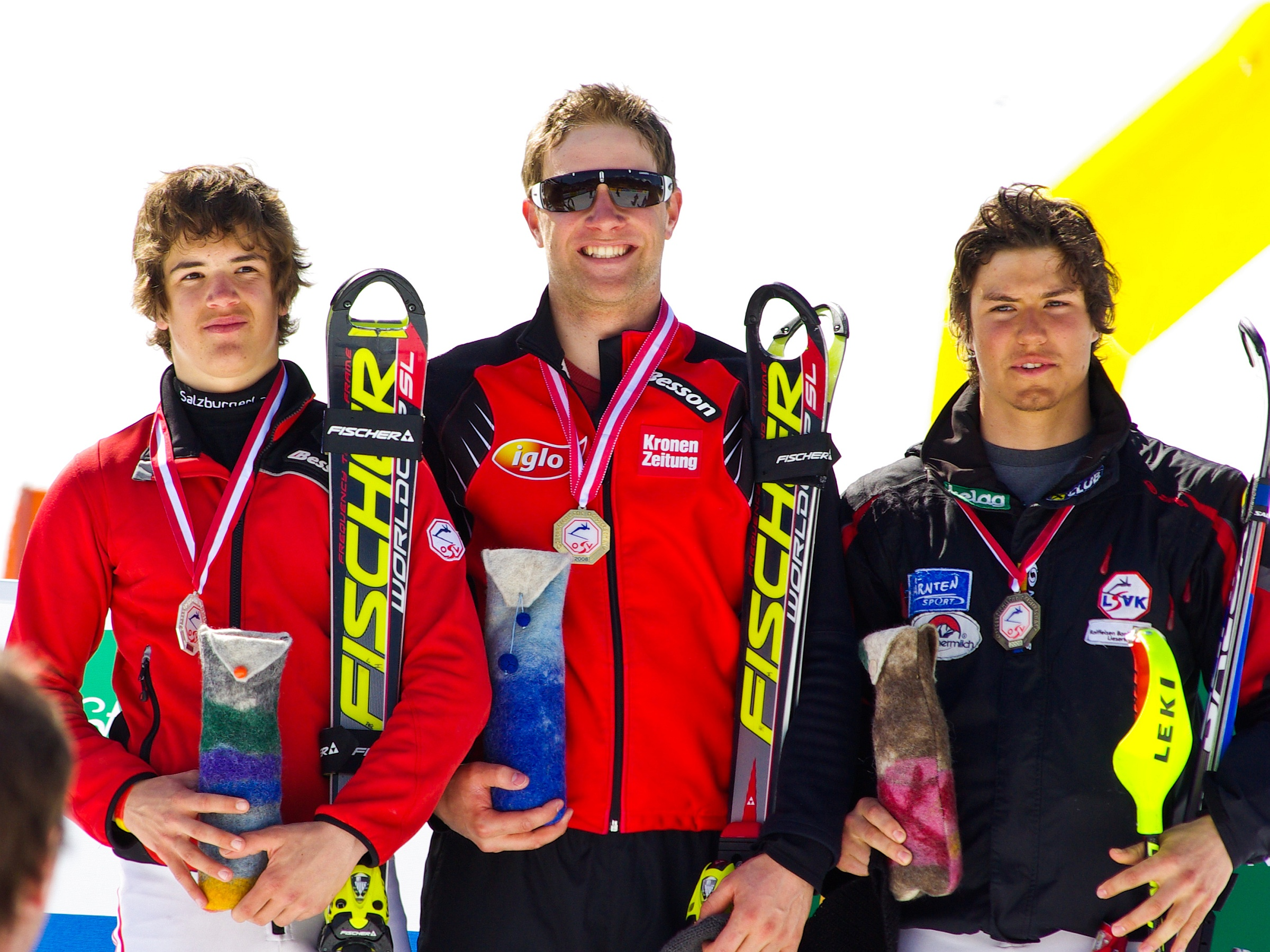
Siegerehrung Kombination: Leitinger, Baumann und Krabath

Die Kombination setzt sich aus den Ergebnissen von Slalom, Riesenslalom und Abfahrt zusammen.
| Platz | Name                |
| ----- | ------------------- |
| 1     | Romed Baumann       |
| 2     | Roland Leitinger    |
| 3     | Christopher Krabath |

## Damen

### Abfahrt
| Platz | Name                 | Zeit        |
| ----- | -------------------- | ----------- |
| 01    | Michaela Kirchgasser | 1:22,37 min |
| 02    | Silvia Berger        | 1:22,75 min |
| 03    | Elisabeth Görgl      | 1:22,92 min |
|       | Nicole Schmidhofer   | 1:22,92 min |
| 05    | Edit Miklós (ROU)    | 1:23,06 min |
| 06    | Stefanie Moser       | 1:23,34 min |
| 07    | Ingrid Rumpfhuber    | 1:23,83 min |
| 08    | Eva-Maria Brem       | 1:23,95 min |
| 09    | Stefanie Köhle       | 1:23,96 min |
| 10    | Anna Fenninger       | 1:24,08 min |

Datum: 27. März 2008

Ort: Haus im Ennstal

Piste: Krummholz FIS Strecke, Hauser Kaibling

Start: 1340 m, Ziel: 740 m

Streckenlänge: 2250 m, Höhendifferenz: 600 m

Tore: 32

### Super-G
| Platz | Name               | Zeit        |
| ----- | ------------------ | ----------- |
| 01    | Silvia Berger      | 1:10,32 min |
| 02    | Renate Götschl     | 1:10,42 min |
| 03    | Stefanie Köhle     | 1:10,61 min |
| 04    | Ingrid Rumpfhuber  | 1:10,94 min |
| 05    | Nicole Schmidhofer | 1:10,98 min |
| 06    | Margret Altacher   | 1:10,99 min |
| 07    | Elisabeth Görgl    | 1:11,03 min |
| 08    | Stefanie Moser     | 1:11,11 min |
|       | Anna Fenninger     | 1:11,11 min |
| 10    | Edit Miklós (ROU)  | 1:11,12 min |

Datum: 28. März 2008

Ort: Haus im Ennstal

Piste: Krummholz FIS Strecke, Hauser Kaibling

Start: 1340 m, Ziel: 885 m

Höhendifferenz: 455 m

Tore: 32

### Riesenslalom
| Platz | Name                  | Zeit        |
| ----- | --------------------- | ----------- |
| 01    | Nicole Hosp           | 2:18,83 min |
| 02    | Kathrin Zettel        | 2:18,95 min |
| 03    | Eva-Maria Brem        | 2:19,80 min |
| 04    | Karin Hackl           | 2:20,16 min |
| 05    | Alexandra Daum        | 2:20,34 min |
| 06    | Michaela Kirchgasser  | 2:20,36 min |
| 07    | Verena Höllbacher     | 2:20,63 min |
| 08    | Cornelia Tiefenbacher | 2:20,67 min |
| 09    | Carmen Thalmann       | 2:20,79 min |
| 10    | Nicole Schmidhofer    | 2:20,81 min |

Datum: 31. März 2008

Ort: Haus im Ennstal

Piste: Krummholz FIS Strecke, Hauser Kaibling

Start: 1340 m, Ziel: 1020 m

Höhendifferenz: 320 m

Tore 1. Lauf: 46, Tore 2. Lauf: 45

### Slalom
| Platz | Name                  | Zeit        |
| ----- | --------------------- | ----------- |
| 01    | Marlies Schild        | 1:32,09 min |
| 02    | Kathrin Zettel        | 1:33,34 min |
| 03    | Michaela Kirchgasser  | 1:34,08 min |
| 04    | Bernadette Schild     | 1:34,09 min |
| 05    | Simone Streng         | 1:34,28 min |
| 06    | Alexandra Daum        | 1:34,41 min |
| 07    | Anna Fenninger        | 1:34,57 min |
| 08    | Katarina Lavtar (SLO) | 1:34,82 min |
| 09    | Verena Höllbacher     | 1:34,83 min |
| 10    | Michaela Nösig        | 1:35,03 min |

Datum: 1. April 2008

Ort: Haus im Ennstal

Piste: Krummholz FIS Strecke, Hauser Kaibling

Start: 1170 m, Ziel: 1020 m

Höhendifferenz: 150 m

Tore 1. Lauf: 51, Tore 2. Lauf: 51

### Kombination
Die Kombination setzt sich aus den Ergebnissen von Slalom, Riesenslalom und Abfahrt zusammen.
| Platz | Name                 |
| ----- | -------------------- |
| 1     | Michaela Kirchgasser |
| 2     | Eva-Maria Brem       |
| 3     | Stefanie Moser       |